# Кісарадзу
35°22′34″ пн. ш. 139°55′1″ сх. д. / 35.37611° пн. ш. 139.91694° сх. д.
Кісара́дзу (яп. 木更津市, きさらづし, МФА: [kʲisaɾad͡zu ɕi̥]) — місто в Японії, в префектурі Тіба.

## Географія
Розташоване в західній частині префектури, на березі Токійської затоки, в нижній течії річки Обіцу. 

### Клімат
Місто знаходиться у зоні, котра характеризується вологим субтропічним кліматом. Найтепліший місяць — серпень із середньою температурою 27.2 °C (81 °F). Найхолодніший місяць — січень, із середньою температурою 6.1 °С (43 °F).
| Клімат Кісарадзу        | Клімат Кісарадзу | Клімат Кісарадзу | Клімат Кісарадзу | Клімат Кісарадзу | Клімат Кісарадзу | Клімат Кісарадзу | Клімат Кісарадзу | Клімат Кісарадзу | Клімат Кісарадзу | Клімат Кісарадзу | Клімат Кісарадзу | Клімат Кісарадзу | Клімат Кісарадзу |
| Показник                | Січ.             | Лют.             | Бер.             | Квіт.            | Трав.            | Черв.            | Лип.             | Серп.            | Вер.             | Жовт.            | Лист.            | Груд.            | Рік              |
| Абсолютний максимум, °C | 17               | 17               | 22               | 28               | 30               | 35               | 37               | 37               | 35               | 28               | 25               | 21               | 37               |
| Середній максимум, °C   | 9                | 9                | 12               | 17               | 22               | 24               | 28               | 30               | 26               | 21               | 16               | 12               | 19               |
| Середня температура, °C | 6                | 6                | 8                | 14               | 18               | 22               | 25               | 27               | 23               | 18               | 13               | 8                | 16               |
| Середній мінімум, °C    | 2                | 2                | 5                | 10               | 15               | 19               | 22               | 24               | 21               | 15               | 10               | 4                | 12               |
| Абсолютний мінімум, °C  | −6               | −7               | −3               | 1                | 7                | 12               | 12               | 17               | 12               | 3                | −1               | −5               | −7               |
| Днів з опадами          | 17               | 18               | 22               | 18               | 18               | 20               | 18               | 19               | 20               | 18               | 14               | 10               | 212              |
| Днів з дощем            | 15               | 16               | 22               | 18               | 18               | 20               | 18               | 19               | 20               | 18               | 14               | 10               | 208              |
| Днів зі снігом          | 4                | 4                | 1                | 0                | 0                | 0                | 0                | 0                | 0                | 0                | 0                | 0                | 9                |
| ----------------------- | ---------------- | ---------------- | ---------------- | ---------------- | ---------------- | ---------------- | ---------------- | ---------------- | ---------------- | ---------------- | ---------------- | ---------------- | ---------------- |
| Джерело: Weatherbase    |                  |                  |                  |                  |                  |                  |                  |                  |                  |                  |                  |                  |                  |

## Історія
Виникло на основі середньовічного порту, що пов'язував регіон Босо з Камакурою та Едо. 

## Економіка
Складова Токійсько-Тібського промислового району. Основою економіки є важка промисловість, металургія, комерція. Міська лагуна Бандзу відома як місце збирання молюсків. Станом на 1 жовтня 2008 площа міста становила 138,73 км². Станом на 1 січня 2009 населення міста становило 124 904 осіб.